# Porfirio Armando Betancourt
Porfirio Armando Betancourt   (La Lima, 10 d'octubre de 1957 - San Pedro Sula, 28 de juliol de 2021) fou un futbolista hondureny de la dècada de 1980.
Fou internacional amb la selecció de futbol d'Hondures amb la qual participà a la copa del Món de futbol de 1982. A nivell de club destacà com a jugador de Marathón, Real España, Racing Strasbourg i CD Logroñés. També fou jugador a diversos clubs americans.